# Астер, Фридрих Людвиг фон
Фридрих Людвиг фон Астер (нем. Friedrich Ludwig Aster; 23 ноября 1732, Дрезден — 1 декабря 1804, Дрезден) — немецкий инженер-гидротехник, генерал-майор и начальник инженерного корпуса саксонской службы; отец Карла Генриха и Эрнста Людвига — выдающихся немецких офицеров, сыгравших заметную роль в становлении саксонской армии.

## Биография
Фридрих Людвиг фон Астер родился 23 ноября 1732 года в Дрездене.
Фридрих Людвиг Астер служил под командованием саксонского короля Фридриха Августа I. С 1778 года носил звание майор, а с 1787 года в звании подполковника и служил при штабе в Дрездене. Король поручил своему инженерному корпусу, во главе с Фридрихом Людвигом Астером изготовить подробную топографическую карту пригодную для использования в военных целях. Эта работа была выполнена и данные карты и поныне являются интересным предметом для исследований.
Фридрих Людвиг фон Астер скончался 1 декабря 1804 года в родном городе.